# Ordem em Conselho OC 1911-1324
Ordem em Conselho OC 1911-1324 foi uma proposta de proibição, por um ano, da entrada de imigrantes negros no Canadá, pois, de acordo com a ordem em conselho, "a raça negra" seria "inadequada ao clima e às exigências do Canadá".
Foi apresentada em 2 de junho de 1911 pelo Ministro do Interior, Frank Oliver, após crescente pressão de fazendeiros brancos das pradarias, descontente com o afluxo de agricultores negros provenientes dos Estados Unidos.
Embora tenha sido aprovada pelo Governador Geral em Conselho em 12 de agosto, ela nunca foi oficialmente invocada nem incorporada à Lei de Imigração, provavelmente porque o governo – liderado pelo Primeiro-Ministro Wilfrid Laurier – estava receoso de alienar os eleitores negros antes da eleição federal de 1911.
Ela foi revogada pela Ordem em Conselho OC 1911–2378 no penúltimo dia de Laurier no cargo, 5 de outubro.
Embora a Ordem em Conselho OC 1911-1324 não tenha sido posta em vigor, ela é frequentemente citada como exemplo de racismo institucional no Canadá.

## Contexto

### Imigração de negros para o Canadá
Devido ao aumento do racismo anti-negro nos Estados Unidos do Sul – que se intensificou, entre outras coisas, com a introdução das leis Jim Crow – o Canadá passou a despertar interesse entre potenciais imigrantes negros, no início do século XX.
A saída rápida de afro-americanos dos estados do sul fez com que os preços dos terrenos nos estados do norte, que fazem fronteira com o Canadá, disparassem. Por exemplo, os preços dos terrenos em Dakota do Norte eram vinte e cinco vezes maiores do que em Saskatchewan em 1900.
Enquanto isso, o governo canadense estava interessado em fortalecer a incipiente indústria agrícola no oeste do Canadá, e via nessa situação uma oportunidade para atrair imigrantes americanos. O governo instalou escritórios de imigração por todo os Estados Unidos e anunciou terras agrícolas desocupadas em jornais e revistas americanos, inclusive naqueles com leitores predominantemente negros.
Por exemplo, o periódico Broad Axe, de Saint Paul – com público majoritariamente negro – veiculou mensagens do Premier de Manitoba convidando os leitores a migrar para o Canadá. A ausência de distinções de cor nessas publicidades fez com que os potenciais imigrantes negros acreditassem que seriam bem-recebidos no país.
Cerca de 1.500 afro-americanos – um número relativamente pequeno se comparado aos centenas de milhares de fazendeiros brancos que se mudaram – imigraram para o Canadá entre aproximadamente 1905 e 1912, estabelecendo-se, principalmente, nas províncias ocidentais impulsionadas pela agricultura, Alberta e Saskatchewan.

### Lei de Imigração de 1910
Em 1910, o governo aprovou uma nova lei que ampliou os poderes discricionários para regular o fluxo de imigrantes para o Canadá. Essa reforma concedeu ao Governador Geral em Conselho (isto é, ao Governador Geral, com o consentimento do Conselho Privado da Rainha para o Canadá) a autoridade para proibir que membros de determinadas raças ou grupos entrem no país.
A Seção 38 da lei, referenciada na Ordem em Conselho, estipulava que:

O Governador em Conselho pode, por proclamação ou ordem, sempre que julgar necessário ou conveniente, –
(c) proibir, por período determinado ou de forma permanente, a chegada ao Canadá, ou a entrada em qualquer porto de entrada especificado no Canadá, de imigrantes pertencentes a qualquer raça considerada inadequada ao clima ou às exigências do país, ou de imigrantes de qualquer classe, ocupação ou caráter especificado.

### A pressão política crescente para reduzir a migração negra
Por volta de 1910, fazendeiros brancos das pradarias – muitos dos quais se sentiram motivados a se estabelecer no Canadá não apenas pelos baixos preços dos terrenos, mas também pela inexistência de um "problema negro" – passaram a ficar cada vez mais insatisfeitos com o afluxo de imigrantes negros.
A situação agravou-se após Hazel Huff, uma garota de quinze anos, acusar um homem negro de tê-la agredido em sua residência e roubado; embora o acusado tenha sido prontamente preso, Huff depois admitiu ter inventado o episódio.
Em 31 de março de 1911, a filial de Edmonton das Filhas do Império da Ordem Imperial – que, na época, se dedicava à promoção do imperialismo britânico – peticionou o Ministro do Interior, afirmando que a imigração [negra] teria o efeito imediato de... desencorajar o assentamento de brancos nas proximidades das fazendas negras e depreciaria o valor de todas as propriedades situadas nessas áreas.
Em 3 de abril, William Thoburn, deputado conservador por Lanark North, Ontário, perguntou na Câmara dos Comuns do Canadá se o Primeiro-Ministro Laurier pretendia "impor quaisquer restrições ou impedir completamente a imigração de negros dos estados do sul para" o Canadá. Após questionar se a "colonização negra" atendia aos interesses do país, Thoburn prosseguiu indagando: "não seria preferível preservar para os filhos do Canadá as terras que se propõem a dar aos negros?" A questão foi remetida ao Ministro Oliver, que recusou implementar tais restrições, a menos que aprovadas pelo Parlamento, afirmando que "qualquer pessoa que venha de outro país para o Canadá e possua as qualificações necessárias tem direito a uma propriedade fundiária, e os negros obtêm propriedades de graça, assim como qualquer outro povo."
A resposta de Oliver foi posteriormente contradita por sua proposta, visto que as ordens em conselho não necessitam da aprovação do Parlamento – apenas do governador geral, mediante recomendação do Conselho Privado.

## Tentativas furtivas de impedir a migração negra
O governo estava prestes a enfrentar uma eleição em alguns meses, e a popularidade de Laurier e dos Liberais havia decaído consideravelmente na época. Para aumentar sua aprovação, Laurier buscava um acordo de livre comércio com os Estados Unidos e acreditava que ceder às demandas domésticas por uma moratória na imigração negra prejudicaria essa possibilidade. Além disso, estava receoso de alienar os eleitores negros durante um ano eleitoral.
Para não comprometer o possível acordo comercial e sua popularidade entre os eleitores negros, o governo de Laurier tentou, de forma furtiva, impedir a imigração negra adotando, entre outras medidas, o envio de oficiais de imigração ao sul para desestimular a entrada desses imigrantes; a aplicação de padrões de imigração mais rigorosos para os migrantes negros, priorizando outras raças; o encaminhamento de petições às ferrovias americanas para negar acesso ao Canadá aos migrantes negros; a cobrança de tarifa integral de trem dos imigrantes negros em vez da tarifa reduzida concedida a imigrantes; e o incentivo – inclusive através de subornos – a funcionários das fronteiras que desqualificassem os imigrantes negros.

## A ordem
Embora as tentativas furtivas de impedir a migração negra tenham sido, em grande parte, bem-sucedidas, o Ministro Oliver acabou apresentando a proposta da Ordem em Conselho em 2 de junho de 1911.
Enquanto exercia os cargos de Ministro do Interior e Superintendente-Geral de Assuntos Indígenas, Oliver era o deputado por Edmonton, de onde se originava boa parte da pressão política.
É, portanto, possível que Oliver tenha proposto essa ordem para acalmar seus próprios eleitores antes da eleição.
O texto integral da ordem era o seguinte:

OC 1324
NA Casa do Governo EM OTTAWA.
PRESENTES:
SUA EXCELÊNCIA
EM CONSELHO:
Sua Excelência em Conselho, em virtude das disposições do subparágrafo (c) da Seção 38 da Lei de Imigração, tem a satisfação de ordenar e, por meio deste, ordena o seguinte:—
Por um período de um ano, a contar da data deste documento, a entrada no Canadá fica proibida para quaisquer imigrantes pertencentes à raça negra, a qual é considerada inadequada ao clima e às exigências do país.
[Assinatura de Laurier]

A ordem foi, em última análise, considerada em 10 de agosto e aprovada dois dias depois. Ela nunca foi oficialmente invocada nem incorporada à Lei de Imigração.

### Revogação
Posteriormente, o Partido Liberal de Laurier perdeu a eleição em 21 de setembro de 1911.
Em 5 de outubro de 1911 – poucos dias antes de o próximo ministério do Canadá, liderado pelo Primeiro-Ministro Robert Borden, assumir o cargo – a ordem foi revogada com a justificativa de que o Ministro do Interior não estava presente quando ela fora aprovada em agosto.
O texto da Ordem em Conselho OC 1911–2378, que revogou a Ordem em Conselho OC 1911–1324, foi o seguinte:

OC 2378.
NA Casa do Governo EM OTTAWA,
PRESENTES:
SUA EXCELÊNCIA
EM CONSELHO:
Sua Excelência em Conselho tem a satisfação de ordenar que a Ordem em Conselho de 12 de agosto de 1911, que proibiu, por um período de um ano, a entrada no Canadá de qualquer imigrante pertencente à raça negra, fique e seja por meio deste cancelada, tendo referido documento sido inadvertidamente aprovado na ausência do Ministro do Interior.
[Assinatura de Laurier]